# プロトゲネイア (小惑星)
プロトゲネイア (147 Protogeneia) は、小惑星帯に位置する大きな小惑星の一つ。C型小惑星に分類され、主として炭素よりなる暗い表面を持つ。
1875年7月10日にハンガリーの天文学者、レオポルド・シュルホフにより発見された。これは彼が発見した唯一の小惑星である。ギリシア神話に登場するエレクテウスの娘の一人プロトゲネイアにちなんで命名された。2002年5月28日にテキサス州で掩蔽が観測された。